# Валдбург (Виртемберг)
Валдбург (њем. Waldburg) општина је у њемачкој савезној држави Баден-Виртемберг. Једно је од 39 општинских средишта округа Равенсбург. Према процјени из 2010. у општини је живјело 3.040 становника. Посједује регионалну шифру (AGS) 8436079.

## Географски и демографски подаци
Валдбург се налази у савезној држави Баден-Виртемберг у округу Равенсбург. Општина се налази на надморској висини од 723 метра. Површина општине износи 22,7 km². У самом мјесту је, према процјени из 2010. године, живјело 3.040 становника. Просјечна густина становништва износи 134 становника/km².

## Међународна сарадња
| Мјесто   | Држава   | Врста сарадње | Од    |
| -------- | -------- | ------------- | ----- |
| Валдбург | Аустрија | партнерство   | 1995. |
| Извор    |          |               |       |